# 1486

## Esdeveniments
Països Catalans
- Conquesta del Comtat de Pallars.

Resta del món
- 21 d'abril, monestir de Guadalupe, Regne de Castella: Ferran el Catòlic hi promulga la sentència arbitral que posa fi a les guerres remences.
- Se segella la fi de la Guerra de les Dues Roses amb un matrimoni entre les cases rivals de Lancaster i la York.
- Publicades les 900 tesis de Giovanni Pico della Mirandola.

## Naixements
Països Catalans
Resta del món
- 16 de juliol - Gualfonda, prop de Florència: Andrea del Sarto, pintor italià del Renaixement (m. 1531).[1]
- 14 de setembre - Colònia: Agrippa de Nettesheim, escriptor, filòsof, alquimista, cabalista, metge i ocultista, considera una figura important del feminisme de la seva època (m. 1535).

## Necrològiques
Països Catalans
Resta del món